# Ердман Йоганн Фрідріх
Е́рдман Йо́ганн Фрі́дріх (1778 — 1846) — німецький вчений, доктор медицини, професор (1802).
В 1810 році Йоганна запросили до Казанського університету. Завідував кафедрою, вів курси патології, терапії та клініки, в 1813—1817 роках був першим деканом відділення лікарської науки. В 1817 році виїхав до Дерпта в Естонію.
Мандрував Росією. В 1816 році здійснив поїздку до Саратовської, Симбірської, Астраханської, Пермської та Тобольської губерній. У В'ятській губернії відвідав Камські заводи, Єлабугу, Глазов та В'ятку. Написав книгу про свої мандри. Привів чіткі відомості по Іжевському заводу, які стосувались самого підприємства, селища, річки Іж, ставка тощо. До книги прикладені мапи з вказанням великих населених пунктів (Сарапула, Камбарки, Пермі та інших), список удмуртських та перм'яцьких слів, складених для «порівняння», удмуртські знаки (пуси або тамги). Спостереження, зроблені Ердманом за короткий термін перебування на заводі, частково опубліковані ним у вигляді журнальної статті, інша частина невідома і по цей день.

### Твори
- Описание Ижевского железоделательного и оружейного завода // Вестник Европы. 1817. Ч.94. № 15;
- Путешествие по Вятской губернии летом 1816 г. // Памятная книжка Вятской губернии на 1893 г. Вятка, 1893